# Meru North
För andra betydelser, se Meru (olika betydelser).
Meru North är ett av Kenyas 71 administrativa distrikt, och ligger i den tidigare provinsen Östprovinsen. År 1999 hade distriktet 604 050 invånare. Huvudorten är Maua.